# NexGen
NexGen (ネクスジェン、ミルピタス (カリフォルニア州))は、かつて存在した民間の半導体企業であり、x86 マイクロプロセッサを設計していた。1996年に AMD によって買収された。競合するサイリックスと同じように、NexGen はファブレスの設計会社であり、設計したチップの製造は外部に依存していた。NexGen のチップは IBM のマイクロエレクトロニクス部門によって製造された。
NexGenは、そのプロセッサでの、x86 アーキテクチャの独特な実装で有名であった。NexGen の CPU は、同じ時期に x86 命令に基づいて設計された他のプロセッサと大きく異なった設計であった。NexGen のプロセッサは、伝統的な CISC ベースの x86 アーキテクチャを、内部の RISC ベースのアーキテクチャで動作させるために、コードを翻訳する。このアーキテクチャは、K6 のような後の AMD のチップでも使われた。今日の多くの x86 プロセッサは、NexGen のプロセッサで使われたようなハイブリッド型アーキテクチャで実装されている。

## 歴史
NexGen は1986年にコンパック、株式会社アスキー(初代)、クライナー・パーキンス・コーフィールド・アンド・バイヤーズの出資により創業した。最初の設計は80386世代のプロセッサを目標に定めた。しかし、設計は巨大で複雑なものとなり、実装は1つのチップではなく8つのチップが必要であった。これが準備できる頃には、プロッセッサ業界は80486世代に移行していた。

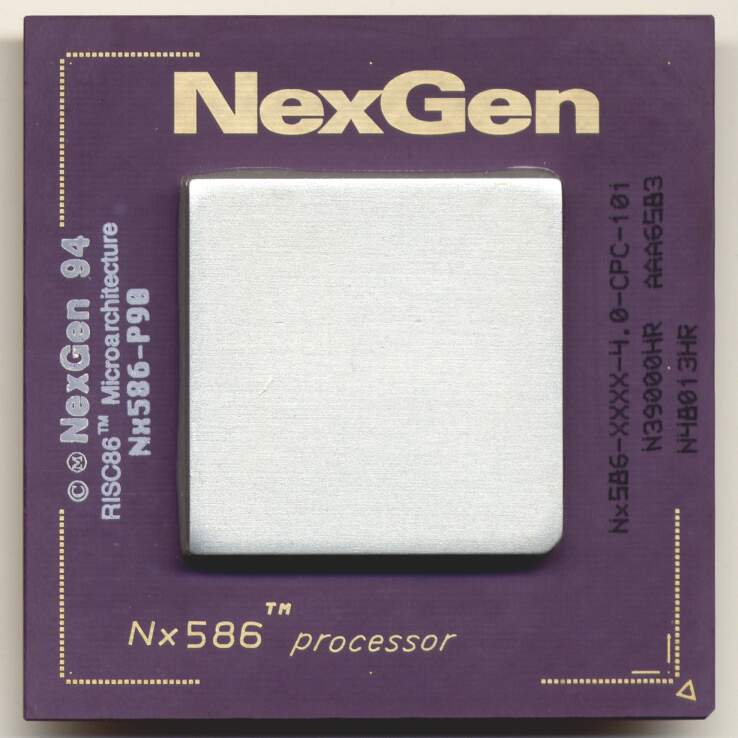
NexGen Nx586 プロセッサ

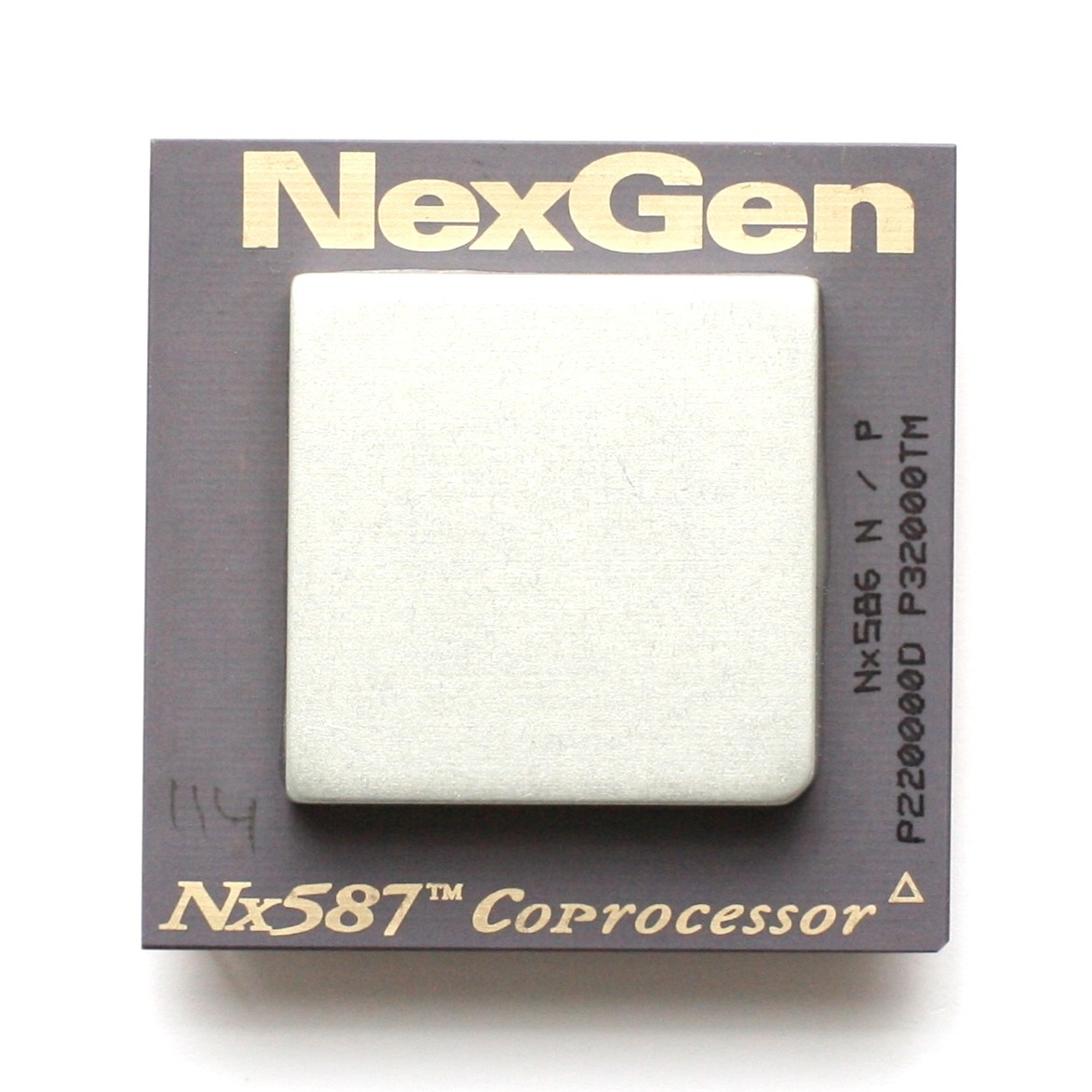
NexGen Nx587 浮動小数点演算装置

第2の設計である Nx586 CPU は、1994年に発表された。この Nx586-P80 と Nx586-P90 は、インテルの Pentium との直接の競合に挑戦した、最初の CPU である。当時の AMD やサイリックスによる競合チップと異なり、Nx586 は Pentium や他のインテルのチップとピン互換で無かった。NexGen 独自の NxVL に基づくマザーボードとチップセットが必要であった。NexGen は VLバス のマザーボードと PCI のマザーボードを Nx586 チップ用に供給した。
後にAMDやサイリックスから供給されたPentiumクラスのCPUのように、Nx586 は同じクロックの Pentium よりも効率的に動作した。P80 は 75 MHz で、P90 は 84 MHz で動作した。NexGen にとって不幸なことに、これは初期のチップセットを使用した Pentium と比較した性能であった。インテルの最初の Triton チップセットで行われた改善により、Pentium の性能は Nx586 と比較して向上し、NexGen は苦戦を強いられた。Pentium とは異なり、Nx586 は数値演算コプロセッサを搭載していなかった。オプションの Nx587 がこの機能を提供した。
後の Nx586 では、数値演算コプロセッサはオンチップに統合された。IBMのマルチチップモジュール (MCM) 技術を使用することで、NxGen は 586 と 587 のダイを1つのパッケージに組み込んだ。旧製品と同じピン配列の新しい製品は、FPU を内蔵しない Nx586-P100 と区別するために、Nx586-FP100 として出荷された。
NexGen を財務的に支持したコンパックは、Nx586を採用する意向を発表した。製品カタログ、デモ、梱包箱から「Pentium」を消し、代わりに「586」の名前を使用したが、NexGen のチップを広く使用することはなかった。
AMD の K5 が性能と販売の計画を達成できなかった時に、AMD は NexGen を買収した。設計チームを得て、Nx586 の設計を引き継いだことが、商業的に成功した AMD K6 の基礎となった。

## 参照
1. ↑  http://www.cpu-info.com/index2.php?mainid=Nx586&page=5